# Sarola
Sarola è una frazione di 123 abitanti del comune di Chiusavecchia in provincia di Imperia. Fino al 1923 fu comune autonomo.

## Storia
In epoca medievale il territorio di Sarola fu compreso nei possedimenti della castellania di Bestagno, una delle due circoscrizioni amministrative della valle superiore di Oneglia. Fu possedimento del vescovo di Albenga fino al 1295 quando il feudo fu venduto a Nicolò e Federico Doria. La proprietà feudale passò ai vari discendenti della famiglia Doria fino al 1576 quando, con tutta la valle d'Oneglia, Gio. Gerolamo Doria vendette il territorio al duca Emanuele Filiberto I di Savoia.
Venne quindi infeudato dai Savoia al conte Lazzaro Baratta nel 1588 e, successivamente, ai Negri di Sanfront (1644), agli Amoretti (1655) e ai Beccantini nel 1721. Compreso nel 1723 nella provincia di Oneglia sotto il Regno di Sardegna, la costituita municipalità di Sarola fu ceduta nel 1801 alla Repubblica Ligure che la sottopose al II cantone di Val di Maro nella Giurisdizione degli Ulivi. Soppressa nel 1804 fu unita ai comuni di Villa Guardia e Olivastri, nel cantone di Oneglia della Giurisdizione degli Ulivi.
Annessi al Primo Impero francese, dal 13 giugno 1805 al 1814 i territori furono inseriti nel Dipartimento di Montenotte sotto l'arrondissement di Porto Maurizio. Nuovamente inglobati nel Regno di Sardegna dal 1815, così come stabilito dal Congresso di Vienna del 1814, la ricostituita comunità di Sarola confluì nel Regno d'Italia dal 1861. Dal 1859 al 1923 il comune di Sarola fu compreso nel IV mandamento di Oneglia del circondario di Porto Maurizio facente parte della provincia di Porto Maurizio e, con la sua costituzione, della successiva provincia di Imperia.
Nel 1923 venne definitivamente soppresso e unito, come frazione, al comune di Chiusavecchia.

## Monumenti e luoghi d'interesse

### Architetture religiose
- Chiesa dei Santi Vincenzo e Anastasio, eretta nel XVII secolo, conserva dipinti dell'epoca e altari lignei.

## Economia
L'economia del paese è principalmente legata all'agricoltura, specie nella produzione dell'olio d'oliva.

## Infrastrutture e trasporti

### Strade
La strada provinciale 30, che si distacca dalla strada statale 28 del Colle di Nava tra Pontedassio e Chiusavecchia, passa per la frazione di Sarola e termina a Olivastri.